# Dadianiové

Knížecí erb Dadianiů

Dadianiové (gruzínsky დადიანი, Dadiani) je gruzínský vladařský a knížecí rod. V letech 1557 až 1857 vládl provincii Mingrelie (Samegrelo). 
První záznamy o rodu Dadianiů pocházejí z roku 1046. Rod pochází nejspíš od jakéhosi Dadiho, který byl za své vojenské zásluhy povýšen za člena dědičné šlechty a stal se vévodou Mingrelie. Kolem roku 1280 se Dadianiové stali nejmocnějším rodem západní Gruzie. V té době vládli i ve Svanetii a Gurii. 
Roku 1557 byl Levan I. Dadiani povýšen na knížete Mingrelie a etabloval se jako nezávislý vládce. Jeho nástupce Levan III. se musel v roce 1691 vzdát titulu vládce (gruzínský ჩიქოვანი), ale jeho potomci nadále nesli příjmení Dadianiů a titul knížat Mingrelie. 
V roce 1802 Rusko přinutilo dynastii Dadianiů, aby přijala ruskou anexi Gruzie a složila přísahu věrnosti carům. Za to byla přijata mezi ruskou aristokracii a v Mingrelii si zachovala značnou nezávislost. 4. ledna 1857 Rusko sesadilo Nika Dadianiho jako vládce Mingrelie a knížectví zrušilo. V roce 1868 se Niko Dadiani oficiálně vzdal trůnu.